# Cyclophora alogaria
Cyclophora alogaria är en fjärilsart som beskrevs av Karl Schawerda 1919. Cyclophora alogaria ingår i släktet Cyclophora och familjen mätare. Inga underarter finns listade i Catalogue of Life.